# Кружањ
Кружањ је насељено мјесто града Мостара, Федерација Босне и Херцеговине, БиХ.

## Становништво
| Демографија | Демографија | Демографија |
| Година      | Становника  | Становника  |
| ----------- | ----------- | ----------- |
| 1961.       | 526         |             |
| 1971.       | 637         |             |
| 1981.       | 745         |             |
| 1991.       | 840         |             |
| 2013.       | 277         |             |